# He Wenya
He Wenya (chiń. 何文雅; ur. 23 stycznia 1988 w Kantonie) – chińska lekkoatletka, tyczkarka.

## Osiągnięcia
- złoto akademickich mistrzostw Azji (Kanton 2005)
- medalistka mistrzostw kraju

## Rekordy życiowe
- skok o tyczce - 4,02 (2006)
- skok o tyczce (hala) – 4,00 (2007 & 2008)